# Vitória Melita de Saxe-Coburgo-Gota
Vitória Melita de Saxe-Coburgo-Gota (Attard, 25 de novembro de 1876 - Amorbach,  2 de março de 1936), nascida Princesa do Reino Unido e de Saxe-Coburgo-Gota e Duquesa da Saxônia, tornou-se Grã-Duquesa de Hesse e do Reno, por casamento, em 1894. Divorciada em 1901, casou-se novamente e tornou-se grã-duquesa da Rússia em 1905.
Foi a terceira criança e segunda filha de Alfredo, Duque de Saxe-Coburgo-Gota e da grã-duquesa Maria Alexandrovna da Rússia, tendo sido neta da rainha Vitória do Reino Unido e do imperador Alexandre II da Rússia.
Vitória Melita, uma princesa britânica, viveu alguns dos seus primeiros anos na ilha de Malta, onde seu pai servia como oficial da Marinha Real. Em 1889, a família mudou-se para Coburgo, onde Alfredo tornou-se duque reinante em 1893. Durante sua adolescência, Vitória apaixonou-se por um primo do lado materno, o grão-duque Cirilo Vladimirovich da Rússia, mas eles não podiam se casar porque a religião cristã ortodoxa proibia o casamento entre primos de primeiro grau. Assim, curvando-se à pressão da família e aos desejos da rainha Vitória, a princesa acabou por se casar em 1894 com um primo do lado paterno, o grão-duque Ernesto Luís de Hesse. O casamento foi um fracasso e Vitória escandalizou as famílias reais europeias ao se divorciar, em 1901. A única filha do casal morreu de febre tifoide, em 1903.
Vitória casou-se com Cirilo Vladimirovich em 1905. Entretanto, como o consórcio não teve a aprovação do czar Nicolau II, este despojou o grão-duque de todos os seus títulos e honrarias e baniu o casal da corte russa. Vitória e Cirilo estabeleceram-se em Paris, onde nasceram suas duas filhas e onde viveram até 1909, quando receberam autorização para retornar à Rússia. Em 1910, após sua conversão à fé ortodoxa, passou a chamar-se Vitória Feodorovna. Com a queda da monarquia russa, em 1917, a família fugiu para a Finlândia, onde a grã-duquesa deu à luz seu único filho varão. No exílio, eles viveram por alguns anos na Alemanha, mudando-se para Saint-Briac no final dos anos 20. Foi lá que, em 1926, com o apoio de Vitória, Cirilo autoproclamou-se czar exilado. A grã-duquesa morreu em virtude de um acidente vascular cerebral, enquanto visitava sua filha Maria em Amorbach.

## Biografia

### Primeiros anos
Vitória nasceu em 25 de novembro de 1876 no Palácio de San Anton, em Malta, daí o seu segundo nome, Melita. Seu pai, que servia na ilha como oficial da Marinha Real, era o príncipe Alfredo, Duque de Edimburgo, filho da rainha Vitória do Reino Unido e do príncipe Alberto de Saxe-Coburgo-Gota. Sua mãe era a grã-duquesa Maria Alexandrovna da Rússia, filha do imperador Alexandre II da Rússia e de Maria de Hesse-Darmstadt. Como neta da monarca britânica, ela recebeu o tratamento de "Sua Alteza Real, a Princesa Vitória de Edimburgo", mas entre a família era chamada de Ducky ("patinha") e ocupava, ao nascer, o 10º lugar na linha de sucessão ao trono britânico. A princesa foi batizada em 1 de janeiro de 1877, no Palácio de San Anton, pelo capelão da Marinha Real. Entre seus padrinhos estava sua avó materna, representada no ato por um procurador.

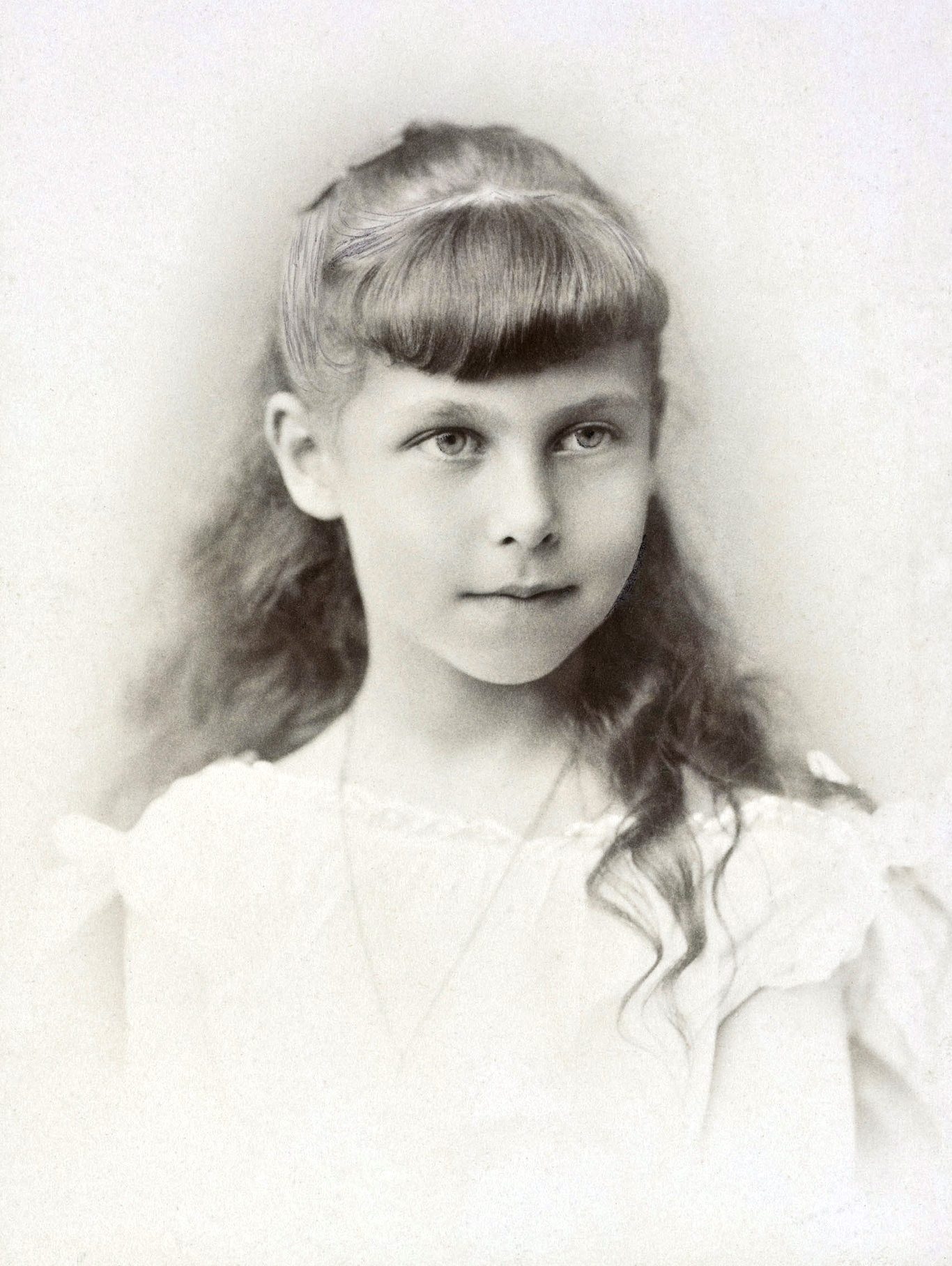
Vitória Melita na infância, em 1885.

Após o termo do serviço em Malta, o duque e sua família retornaram para a Inglaterra, dividindo seu tempo entre Eastwell Park, sua casa de campo em Kent, e a Clarence House, sua residência londrina, em frente ao Palácio de Buckingham. Eastwell – uma propriedade com mais de 10 mil hectares, próximo a Ashford – com sua floresta e parque, era a residência favorita das crianças. No entanto, o casamento dos duques de Edimburgo foi infeliz. Alfredo era taciturno, infiel, propenso à bebida e emocionalmente distante de sua família. Já a mãe de Vitória era independente e culta. Embora fosse rígida e pouco afeita ao sentimentalismo, a duquesa foi uma mãe dedicada e teve grande importância na vida dos filhos.
Quando criança, a princesa Vitória tinha um temperamento difícil. Ela era tímida, pensativa e sensível. Segundo sua irmã, a rainha Maria da Romênia, "essa criança passional foi muitas vezes incompreendida". A princesa tinha talento para o desenho e a pintura e aprendeu a tocar piano. Embora contrastassem tanto na aparência quanto na personalidade, Vitória e Maria tiveram um relacionamento muito estreito ao longo de suas vidas.
Em janeiro de 1886, pouco depois de Vitória completar nove anos, a família voltou a residir em Malta, onde o duque de Edimburgo fora nomeado comandante-em-chefe da esquadra naval do Mediterrâneo.

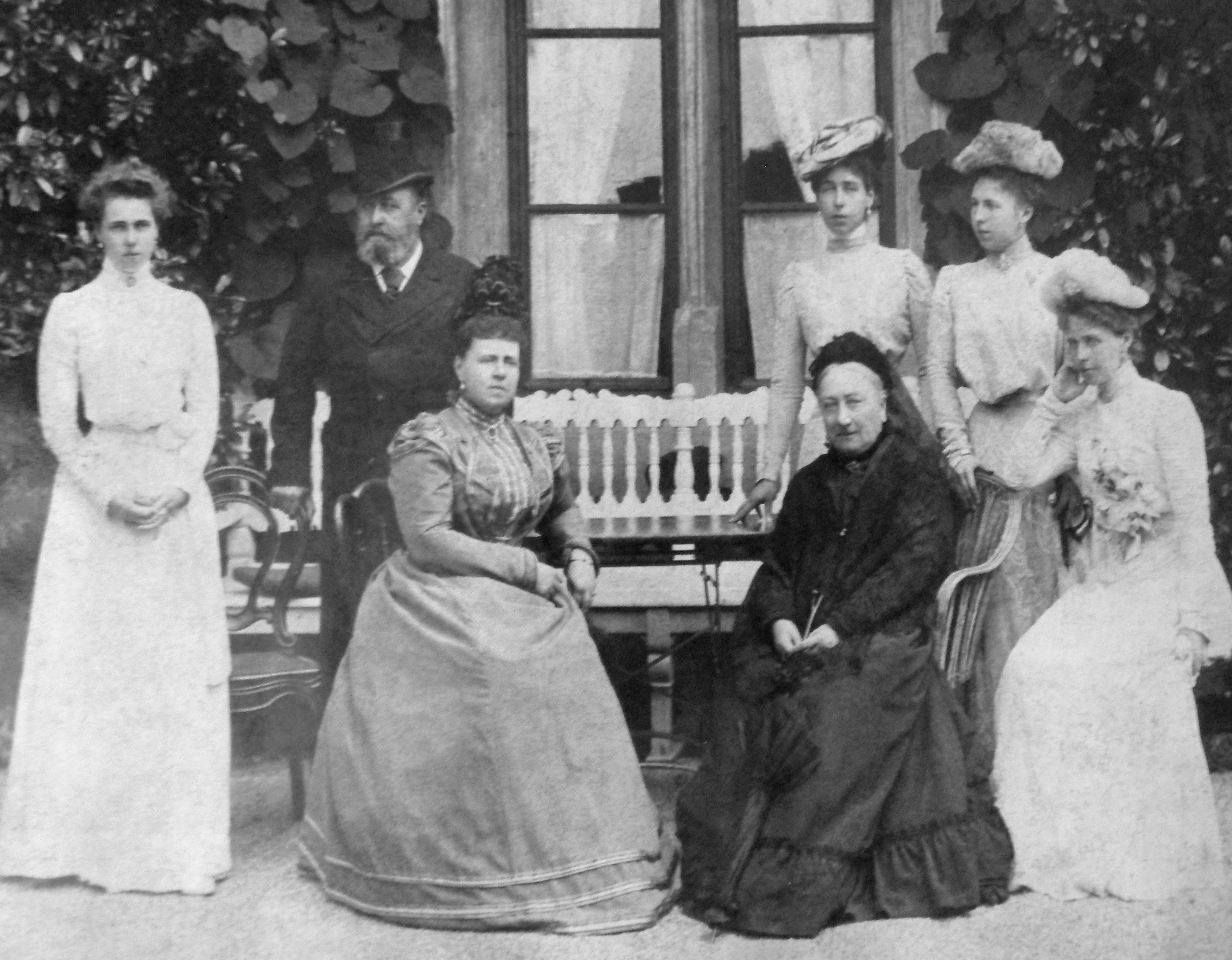
O duque de Saxe-Coburgo-Gota e sua família no Palácio Rosenau, em Coburgo. Da esquerda para a direita: princesa Beatriz, Alfredo e Maria Alexandrovna, a duquesa-viúva Alexandrina, princesa Vitória, princesa Alexandra e princesa Maria.

### Vida em Coburgo
Uma vez que era filho do príncipe Alberto de Saxe-Coburgo-Gota, o pai de Vitória também estava na linha de sucessão ao trono do ducado de Saxe-Coburgo-Gota. Alfredo tornou-se o herdeiro presuntivo quando seu irmão mais velho, o príncipe de Gales (mais tarde Eduardo VII), renunciou aos seus direitos sucessórios. Em 1889, a família mudou-se para Coburgo. Maria Alexandrovna, que nutria sentimentos pró-alemães, começou imediatamente a tentar germanizar suas filhas, contratando uma nova governanta, vestindo as princesas com roupas simples e consagrando-as à Igreja Luterana alemã, apesar de estas terem sido criadas no seio da Igreja Anglicana. Como as crianças se rebelassem, algumas das restrições impostas foram suavizadas.
De acordo com um observador, a jovem Vitória era uma "garota alta e morena, com olhos violeta... a confiança de uma Imperatriz e a impulsividade de um moleque". A princesa tinha "muito pouco queixo para ser convencionalmente bonita", na opinião de um de seus biógrafos, mas "tinha uma boa figura, profundos olhos azuis e pele morena". Em 1891, Vitória viajou com a mãe para os funerais da grã-duquesa Alexandra Georgievna, esposa de seu tio, o grão-duque Paulo Alexandrovich da Rússia. Lá, a princesa conheceu o grão-duque Cirilo Vladimirovich, seu primo em primeiro grau. Embora os dois se sentissem profundamente atraídos um pelo outro, a mãe de Vitória relutava em permitir um casamento, porque a Igreja Ortodoxa Russa proibia a união entre primos de primeiro grau. Além disso, Maria Alexandrovna duvidava da moralidade dos homens Romanov. Quando as princesas adolescentes se impressionaram com a beleza de seus primos, sua mãe advertiu-as de que os grão-duques russos não eram bons maridos.
Pouco depois do casamento da princesa Maria com o príncipe Fernando da Romênia, os pais de Vitória começaram a procurar um marido adequado para ela. Sua visita à avó, no Castelo de Balmoral, no outono de 1891, coincidiu com a visita de seu primo, o príncipe Ernesto Luís, herdeiro do trono do Grão-ducado de Hesse. A rainha Vitória notou a grande afinidade que existia entre os netos – eles inclusive faziam aniversário no mesmo dia – e entusiasmou-se com a ideia de um casamento. No entanto, os príncipes relutavam. Vitória reencontrou Cirilo em São Petesburgo e ambos se apaixonaram.

## Grã-Duquesa de Hesse

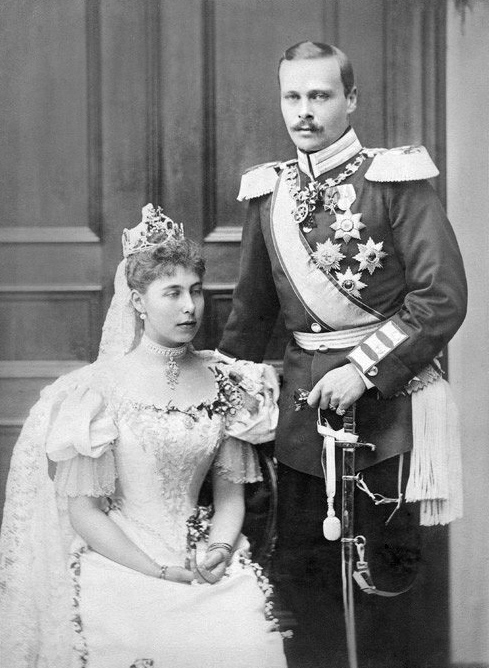
Vitória e Ernesto no dia de seu casamento.

Posteriormente, Vitória e Ernesto cederam à pressão das suas famílias e acabaram por se casar em 9 de abril de 1894 no Palácio de Ehrenburg, em Coburgo. O casamento foi um grande evento que contou com a presença de grande parte das famílias reais europeias – incluindo a rainha Vitória, a imperatriz-viúva da Alemanha, o kaiser Guilherme II e o príncipe de Gales. Vitória recebeu o título de Grã-duquesa de Hesse e do Reno. A ocasião ganhou maior significado por ter sido o palco do pedido de casamento do futuro czar Nicolau II a Alix, irmã mais nova de Ernesto.
Vitória e Ernesto tiveram dois filhos juntos, uma filha, a princesa Isabel de Hesse (que foi apelidada de Ella), nascida a 11 de março de 1895, e um natimorto que não recebeu nome, nascido a 25 de maio de 1900.
O casamento de Vitória e Ernesto foi infeliz. Vitória se desesperava com a falta de atenção do marido, enquanto este se dedicava inteiramente à sua filha, que adorava. Isabel, que se parecia fisicamente com a mãe, preferia a companhia do pai à de Vitória. Ambos gostavam de se divertir juntos e davam frequentemente festas em sua casa para os seus amigos mais jovens. Sua regra era que todas as pessoas com mais de 30 anos eram “velhas e excluídas”. Nestas festas, a formalidade era dispensada, os convidados eram tratados por seus apelidos e encorajados a fazer o que quisessem. Vitória e Ernesto mantinham no seu círculo de amigos artistas progressistas e intelectuais, assim como todos os que gostassem de se divertir. O primo de Vitória, o príncipe Nicolau da Grécia e Dinamarca, recordava uma dessas ocasiões como “a mais alegre e divertida festa em que já estive na vida”.
Contudo, Vitória não tinha nenhum entusiasmo em exercer suas funções públicas. Ela evitava responder a cartas, cancelava visitas a antigos conhecidos cuja companhia não lhe agradasse e só conversava com quem a distraía durante os eventos oficiais, ignorando pessoas de maior posição que considerasse aborrecidas. A desatenção de Vitória para com os seus deveres oficiais provocava acesas discussões com Ernesto. O jovem casal tinha violentos atritos que, muitas vezes, terminavam em agressões físicas. Com seu gênio volátil, Vitória gritava, atirava bandejas de chá, atirava objetos de porcelana contra a parede e tudo o que tivesse à mão contra Ernesto durante essas “batalhas”. Só o que aliviava sua tensão era o amor pelos cavalos, quando dava longos passeios a galope montada em Bogdan, um cavalo bastante indócil. Quando esteve na Rússia para a coroação de Nicolau II, a afeição por Cirilo renovou-se. Ela gostava de flertar com ele nos bailes e festas que marcaram o evento.

### Divórcio

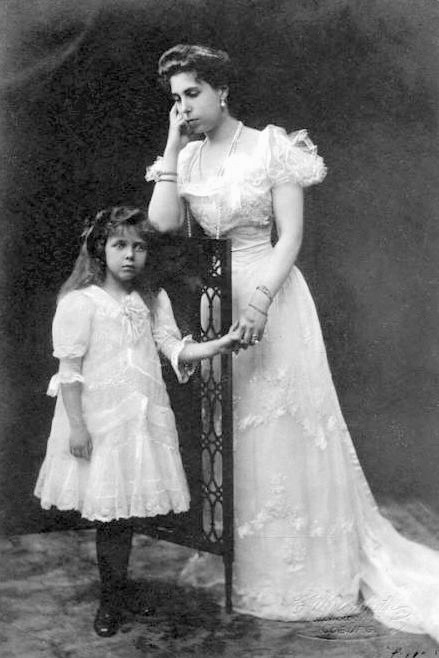
Vitória e sua filha, a princesa Isabel de Hesse, que morreu de febre tifoide aos oito anos de idade.

O casamento com Ernesto sofreu um duro golpe em 1897, quando Vitória, regressando de uma visita à sua irmã, a rainha Maria da Romênia, teria surpreendido seu marido na cama com um criado. Embora não tenha feito qualquer acusação pública, disse a uma sobrinha que "nenhum rapaz estava a salvo, desde o cocheiro ao ajudante de cozinha. Ele dormia abertamente com todos". A rainha Vitória ficou desapontada quando soube por seu encarregado de negócios, sir George Buchanan, dos problemas vividos pelo casal, mas recusou-se a considerar uma permissão para um divórcio por causa da pequena Ella.
Os esforços para salvar o casamento falharam e, com a morte da rainha Vitória, em janeiro de 1901, a oposição ao divórcio terminou. O Supremo Tribunal de Hesse dissolveu a união a 21 de dezembro de 1901. Ernesto, que a princípio havia resistido à ideia do divórcio, aceitou o fato de que essa era a única solução possível. “Agora que estou mais calmo, vejo a impossibilidade absoluta de continuar a viver uma vida que a estava matando e deixando-me quase louco,” escreveu Ernesto numa carta à sua irmã mais velha, a princesa Vitória. “Manter o pensamento positivo e um sorriso quando a ruína nos olha mesmo nos olhos e a miséria nos parte o coração em pedaços é uma luta inútil. Só tentei pelo bem dela. Se não a amasse tanto, já teria desistido há muito tempo”. Sua irmã respondeu-lhe, mais tarde, que não estava tão surpresa com o divórcio quanto Ernesto. “Apesar de ambos terem feito o seu melhor para garantir o êxito no casamento, ele foi um fracasso,” escreveu ela. “Suas personalidades e temperamentos eram muito pouco adequados um para o outro e já havia notado como estavam cada vez mais afastados”. O divórcio do Grão-duque reinante de Hesse causou escândalo nos círculos reais da Europa. O czar Nicolau II escreveu à sua mãe, dizendo que “até a morte teria sido melhor do que a desgraça de um divórcio”.

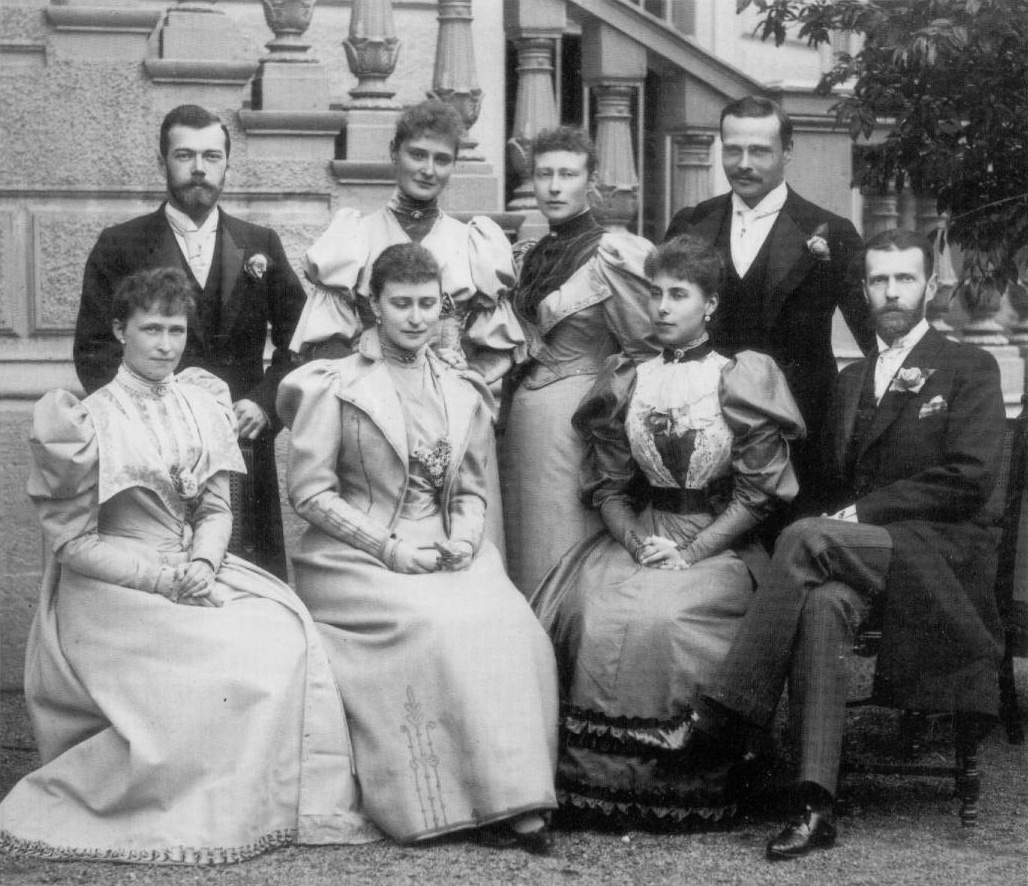
Da esquerda para a direita (sentados): princesa Irene de Hesse, grã-duquesa Isabel Feodorovna, Vitória Melita e grão-duque Sérgio Alexandrovich. Em pé: czarevich Nicolau Alexandrovich, czarevna Alexandra Feodorovna, princesa Vitória de Hesse e grão-duque Ernesto Luís de Hesse. Foto tirada em Darmstadt, em abril de 1894.

Depois do divórcio, Vitória foi viver com a sua mãe em Coburgo e em sua casa na Riviera Francesa. Ela e Ernesto partilhavam a guarda de Isabel, que passava seis meses com cada progenitor. Isabel culpava a mãe pelo divórcio e esta teve uma grande dificuldade para restaurar a relação com a filha. Ernesto escreveu em suas memórias que Isabel se escondeu sob o sofá, chorando, antes de uma das visitas à sua mãe. O pai tentou convencê-la de que Vitória também a amava, mas Isabel respondeu: “mamãe diz que me ama, mas você me ama”. Ernesto permaneceu calado e não corrigiu a opinião da criança. Isabel morreu de febre tifoide em 1903, aos oito anos de idade, durante uma visita ao czar Nicolau II e sua família em seu pavilhão de caça polonês. O médico aconselhou a família do czar a avisar a mãe da criança sobre a doença, mas a czarina atrasou o envio do telegrama. Vitória recebeu a notícia da morte da filha quando se preparava para ir à Polônia para assisti-la. Nos funerais de Isabel, Vitória retirou a banda da Ordem de Hesse de seu vestido e colocou-a sobre o caixão, como um último gesto de “ruptura definitiva com sua antiga casa”. Tal atitude foi criticada pelo conde Bernhard von Bülow, que a considerou melodramática e de mau gosto.
Semanas após os funerais, Vitória ficou furiosa com a recusa de Nicolau II em permitir o casamento de sua irmã mais nova, a princesa Beatriz, com o seu primo, o grão-duque Miguel Alexandrovich da Rússia. Xenia Alexandrovna, irmã do czar, escreveu em seu diário no dia 21 de dezembro de 1903 que havia recebido uma carta “terrível” de Vitória, na qual ela a acusava de ter se comportado de modo “horrível e desonrado” e, segundo a grã-duquesa, assegurava falsamente que Beatriz jamais havia tido esperanças de casar com Miguel. Beatriz chorou, perdeu peso e adoeceu a ponto de precisar ser enviada em viagem ao Egito para se recuperar.

### Segundas núpcias

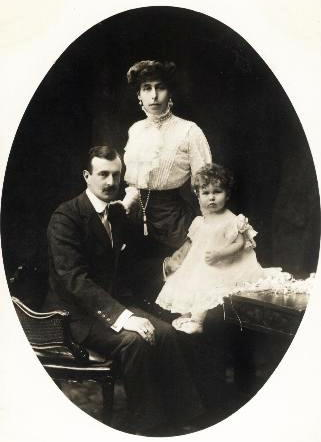
Vitória com o seu segundo marido, o grão-duque Cirilo Vladimirovich da Rússia, e a filha Maria Kirillovna.

Após o divórcio de Vitória e Ernesto, o grão-duque Cirilo – que recebera visitas da princesa em todas as suas viagens posteriores à Rússia  – foi desencorajado por seus pais de tentar manter um relacionamento próximo com ela. A grã-duquesa Maria Pavlovna chegou mesmo a sugerir ao filho que mantivesse Vitória como sua amante e se casasse com outra pessoa. Poucos meses depois, eclodiu a Guerra Russo-Japonesa e Cyrill, como oficial da Marinha Imperial, foi enviado ao front. Seu navio foi destruído por uma mina japonesa durante a Batalha de Port Arthur e ele foi um dos poucos sobreviventes. Quando foi enviado para casa para se recuperar, Cirilo finalmente obteve autorização do czar para deixar a Rússia e seguir para Coburgo para ficar com Vitória. A visão da morte fortaleceu a determinação do grão-duque em se casar com Vitória. "Para aqueles sobre os quais a sombra da morte passou, a vida tem um novo significado", escreveu ele em suas memórias. "É como a luz do dia. E nesse momento eu estava claramente vindo a realizar o sonho de minha vida. Nada me faria desistir. Eu já tinha ido longe demais. Finalmente, o futuro apresentava-se radiante diante de mim".
O casamento realizou-se em 8 de outubro de 1905, em Tegernsee. Foi uma cerimônia simples, com a mãe de Vitória, sua irmã Beatriz e um amigo, o conde Adlerburg, entre os presentes, além de alguns criados. O tio do casal, o grão-duque Alexis Alexandrovich da Rússia, foi convidado – sem que lhe fosse informado o motivo do convite –, mas só chegou após o término da cerimônia. O Czar Nicolau II respondeu ao casamento com a deposição de Cyril de todos os seus subsídios imperiais e sua expulsão da marinha russa. A czarina ficou indignada e disse que nunca mais receberia Vitória, “uma mulher que se comportou de forma vergonhosa”, ou Cyril. Eles então mudaram-se para Paris, onde compraram uma casa nos Champs-Élysées e viveram do dinheiro enviado por seus pais.
Vitória, que revelava maior maturidade depois de completar trinta anos, decidiu converter-se à Igreja Ortodoxa Russa em 1907, uma decisão que agradou tanto a sua mãe quanto ao seu marido. A primeira filha do casal, Maria Kyrillovna. nasceu em 1907. Ela recebeu o nome da sua avó e entre a família era chamada de “Masha”. Sua segunda filha, Kira Kyrillovna, nasceu em 1909. Vitória e Cyril, que queriam um rapaz, ficaram desapontados quando tiveram outra menina, mas deram-lhe o nome do seu pai.

## Grã-Duquesa da Rússia

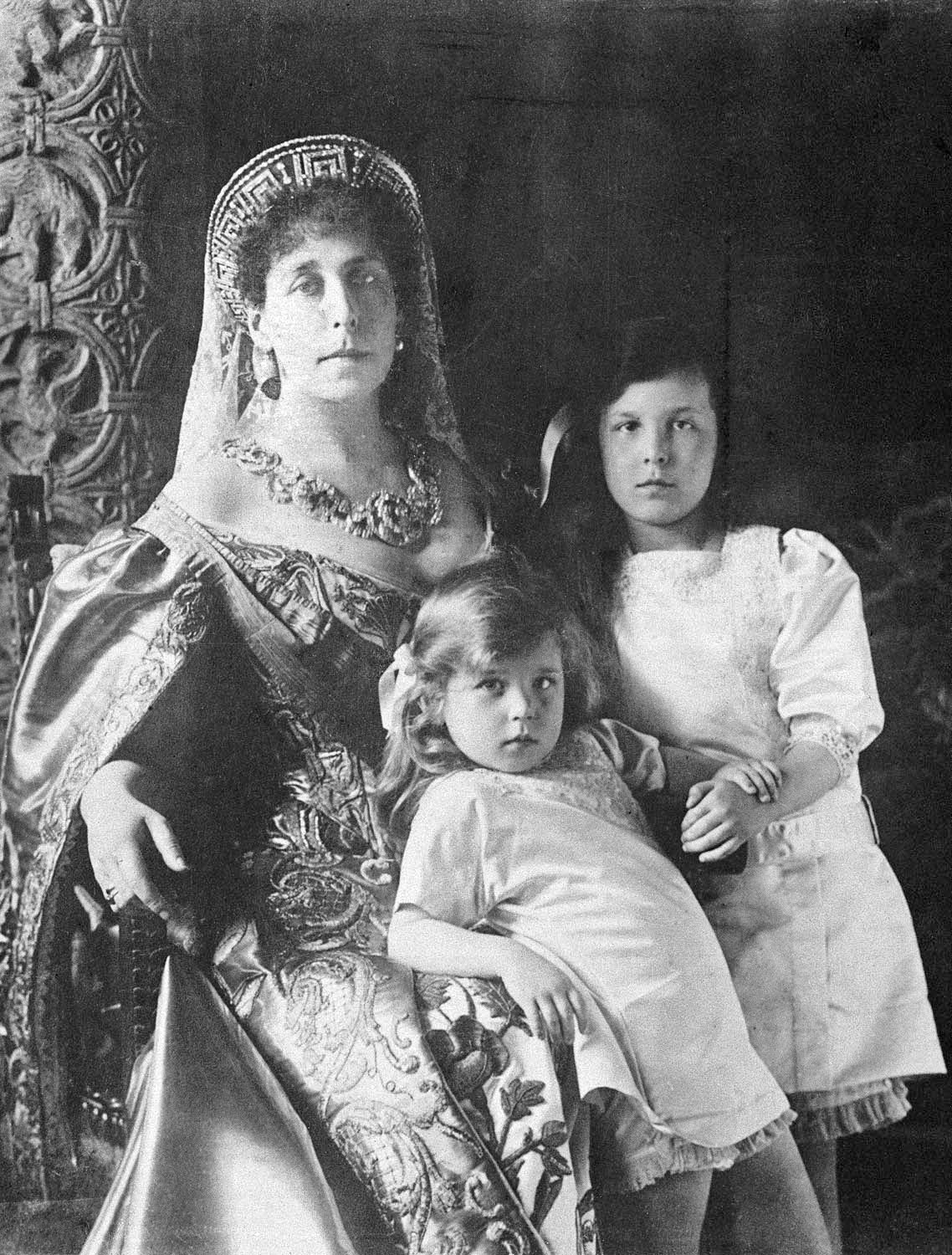
A grã-duquesa Vitória Feodorovna com suas duas filhas, Maria e Kira, em 1913.

Nicolau II foi forçado a reabilitar Cyrill, depois de várias mortes na família imperial russa o terem promovido ao terceiro lugar na linha de sucessão do trono. A família foi então readmitida na corte, onde Vitória recebeu o tratamento de Grã-Duquesa da Rússia. Embora seu nome soasse estranho aos ouvidos russos, ela foi autorizada a mantê-lo como uma homenagem à sua avó e passou a chamar-se Vitória Feodorovna. Em maio de 1910, o casal chegou a São Petersburgo. A nova grã-duquesa gostava de animar os jantares e bailes frequentados pela alta sociedade de São Petersburgo. Vitória tinha talento artístico, que aplicou na decoração de suas várias residências. Ela decorava, cuidava do jardim, cavalgava e também gostava de pintar, especialmente aquarelas. De acordo com a sua irmã, a rainha Maria da Romênia, ela apreciava retratar seus amigos em poses "dramáticas", como as dos quadros que pintou de Meriel Buchanan “ajoelhada ao pé de um sarcófago coberto de rosas brancas” ou em frente de cortinados pretos com o rosto escondido pelos braços. “Ducky tinha um gosto apurado e uma paixão por organizar suas salas de forma incomum”, escreveu sua irmã.
Vitória integrou-se na aristocracia russa e no círculo de sua sogra, a grã-duquesa Maria Pavlovna. Como o francês era o idioma falado entre as elites, Vitória nunca dominou completamente o idioma russo. Embora fosse prima em primeiro grau tanto de Nicolau II, pelo lado materno, quanto da czarina Alexandra, pelo lado paterno, seu relacionamento com eles não era próximo nem caloroso. Como Cirilo tornou-se um aficionado por corridas automobilísticas, o casal muitas vezes viajava de carro – um de seus passatempos favoritos era viajar pelas províncias bálticas. Vitória temia o longo inverno russo, com seus dias curtos, e viajava frequentemente ao exterior para visitar sua irmã Maria na Romênia e sua mãe, no sul da França ou em Coburgo. Ela e o marido tinham uma íntima relação com suas filhas, Maria e Kira. A família resolveu passar o verão de 1914 viajando em seu iate pelo Golfo da Finlândia e estava em Riga quando a guerra estourou.

### Guerra
Quando começou a Primeira Guerra Mundial, Vitória tornou-se enfermeira da Cruz Vermelha e organizou uma unidade de ambulâncias motorizadas que ficou conhecida por sua eficiência. Ela visitava frequentemente a frente próxima a Varsóvia e ocasionalmente executava suas tarefas sob fogo inimigo. Cyrill, por sua vez, também estava na Polônia, servindo sob as ordens do Almirante Russin, membro do estado-maior do grão-duque Nicolau Nikolaevich, comandante-em-chefe do Exército Imperial Russo. Cirilo e Vitória sempre partilharam a pouca simpatia dos seus parentes para com a amizade do czar e da czarina com o starets Grigori Rasputin. A czarina acreditava que Rasputin havia curado os ataques de seu filho hemofílico através de suas orações. Vitória contou à irmã, Maria, que a corte do czar era vista "como um homem doente a recusar a ajuda dos médicos".
Quando Rasputin foi assassinado, em dezembro de 1916, Vitória e Cirilo assinaram uma carta, juntamente com outros membros da família, pedindo a clemência do czar para o grão-duque Dmitri Pavlovich, um dos implicados no assassinato. O czar negou seu pedido. Duas vezes durante a guerra, Vitória visitou a Romênia para levar auxílio ao país onde sua irmã Maria era a rainha. A grã-duquesa retornou a São Petersburgo em fevereiro de 1917. Cirilo havia sido nomeado comandante da Guarda Naval, aquartelado em São Petersburgo, para que pudesse ficar algum tempo com sua família. Embora permanecessem publicamente leais ao czar, o casal começou a reunir-se em privado com outros membros da família para discutir a melhor maneira de salvar a monarquia.

### Revolução

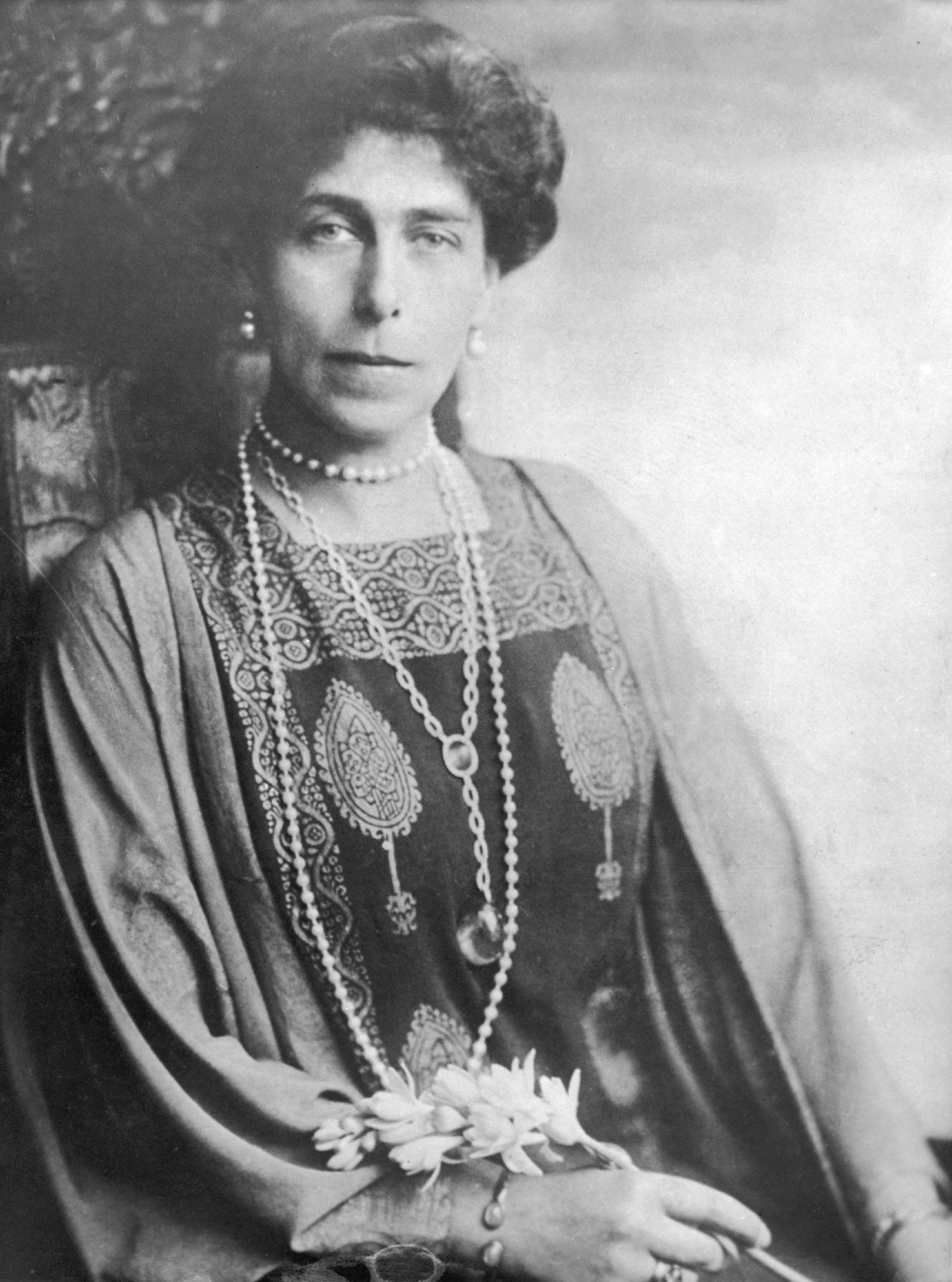
A grã-duquesa Vitória Feodorovna pouco tempo antes da revolução.

Em março de 1917, a revolução havia se espalhado por toda São Petersburgo. Nesse período, Vitória descobriu que estava novamente grávida, algo que a preocupava, não apenas pelos abortos e gravidezes de risco por que passou, mas também por que já contava 41 anos de idade.
Ao término da Revolução de Fevereiro de 1917, Nicolau II foi forçado a abdicar e seguiu-se um período de instabilidade política. Cirilo conduziu sua unidade naval até a Duma em 14 de março 1917, onde jurou lealdade ao parlamento na esperança de restaurar a ordem e preservar a monarquia. Sua ação foi criticada por outros membros da família, que viram tal atitude como ato de traição. Vitória apoiou o marido e sentia que ele estava fazendo a coisa certa. Ela também tinha simpatia por aqueles que queriam reformar o governo. Em carta datada de fevereiro de 1917, Vitória contou à rainha da Romênia que sua casa encontrava-se cercada por uma multidão, "mas, mesmo assim, meu coração e alma estão com esse movimento de liberdade que, provavelmente neste momento, está a assinar nossa sentença de morte... Nós, pessoalmente, estamos a perder tudo, as nossas vidas mudaram de repente e ainda assim parece que estamos quase liderando o movimento".
Com a queda da monarquia, Cirilo foi forçado a renunciar ao comando da Guarda Naval, mas seus homens permaneceram fiéis e continuaram a protegê-lo e a sua família em seu palácio na rua Glinka. Desesperada, Vitória escreveu à sua irmã, dizendo que eles não tinham "nem orgulho, nem esperança, nem dinheiro, nem futuro, e o passado querido foi apagado pelo presente terrível; nada nos foi deixado, nada".
Ansiosos por estar em segurança, Cirilo e Vitória decidiram que o melhor a fazer era deixar a Rússia e escolheram a Finlândia como destino. Apesar de ser um território do Império Russo, a Finlândia possuía governo e constituição próprios, o que lhe conferia autonomia. O casal já havia sido convidado certa vez para hospedar-se em Haikko, uma bela propriedade próximo a Borgå, uma pequena cidade na costa sul da Finlândia, não muito longe de Helsinque. O governo provisório lhes permitiu sair, mas eles não foram autorizados a levar qualquer coisa de valor. Eles costuraram suas jóias em roupas da família, na esperança de não serem descobertos pelas autoridades. Na primeira semana de junho de 1917, a família embarcou sem incidentes no trem que a levaria para o exílio. A pequena Kira, à época com oito anos de idade, recordou mais tarde que “pela primeira vez não houve tratamento real, como tapetes vermelhos, confortos especiais, etc.”.

### Exílio

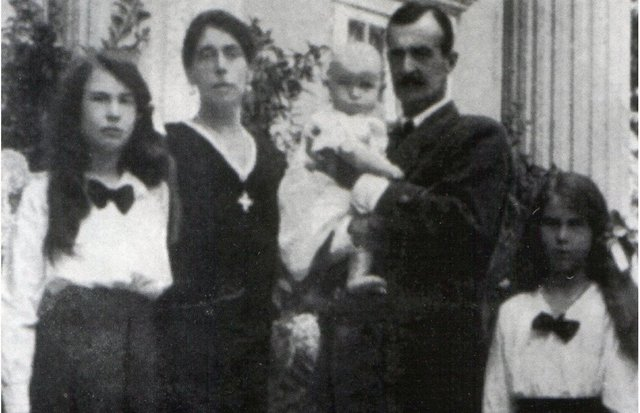
O grão-duque e a grã-duquesa com seus três filhos.

Após duas semanas em Haikko, a família mudou-se para uma casa alugada em Borgå, onde, em agosto de 1917, Vitória deu à luz o grão-duque Vladimir Kirillovich, seu único filho varão e herdeiro da dinastia. A família permaneceu na Finlândia, que proclamou sua independência em dezembro de 1917, na esperança de que o exército branco prevalecesse sobre os bolcheviques. Os suprimentos começaram a ficar escassos e eles tiveram que pedir auxílio aos familiares. Em julho de 1918, Vitória escreveu à sua prima, a princesa Margarida da Suécia, pedindo-lhe para enviar comida de bebê para que ela pudesse alimentar Vladimir. Ela se esquivou de pedir auxílio à Inglaterra por acreditar que seus parentes ingleses não haviam feito o suficiente para ajudar os Romanov.
Ela implorou ao seu primo, o rei Jorge V, para ajudar o exército branco a retomar o país. Em uma carta ao rei, lorde Acton, ministro britânico em Helsinque, fez uma observação sobre o preço que a revolução havia cobrado de Vitória. Ela "parece envelhecida e abatida e perdeu muito de sua beleza, o que não é surpreendente, considerando tudo o que passou."
Após mais de dois anos vivendo em permanente tensão, a família mudou-se para a Alemanha no outono de 1919. Em Munique, eles se reuniram com a mãe de Vitória e todo o grupo seguiu para Zurique em setembro de 1919. Com a morte de Maria Alexandrovna, Vitória herdou sua villa, o Chateau Fabron em Nice e sua residência em Coburgo, o Palácio de Edimburgo. Nos anos seguintes, a família exilada dividiu o seu tempo entre esses dois lugares.
Enquanto esteve na Alemanha, Vitória mostrou interesse pela postura antibolchevique do Partido Nazista, que dava a ela a esperança de que o movimento pudesse ajudar a restaurar a monarquia russa. O casal esteve em um comício nazista em Coburgo, em 1922, e Vitória doou dinheiro ao partido na ocasião. No entanto, ela provavelmente desconhecia os aspectos mais sinistros do Partido Nazista.

### Reivindicação do trono russo
Cirilo sofreu um colapso nervoso em 1923 e Vitória cuidou dele até que se recuperasse. Ela o encorajou em seus sonhos de restauração da monarquia na Rússia e de se tornar czar. Em Saint-Briac, no ano de 1924, Cirilo declarou-se oficialmente guardião do trono. Nesse mesmo ano, Vitória viajou aos Estados Unidos na esperança de obter maior apoio à restauração da monarquia. Todavia, suas tentativas não foram bem sucedidas devido ao isolacionismo em que se encontrava a nação americana na década de 1920. Ela continuou com seus esforços para ajudar Cirilo a restaurar a monarquia e chegou a vender seus quadros para arrecadar dinheiro para a família.

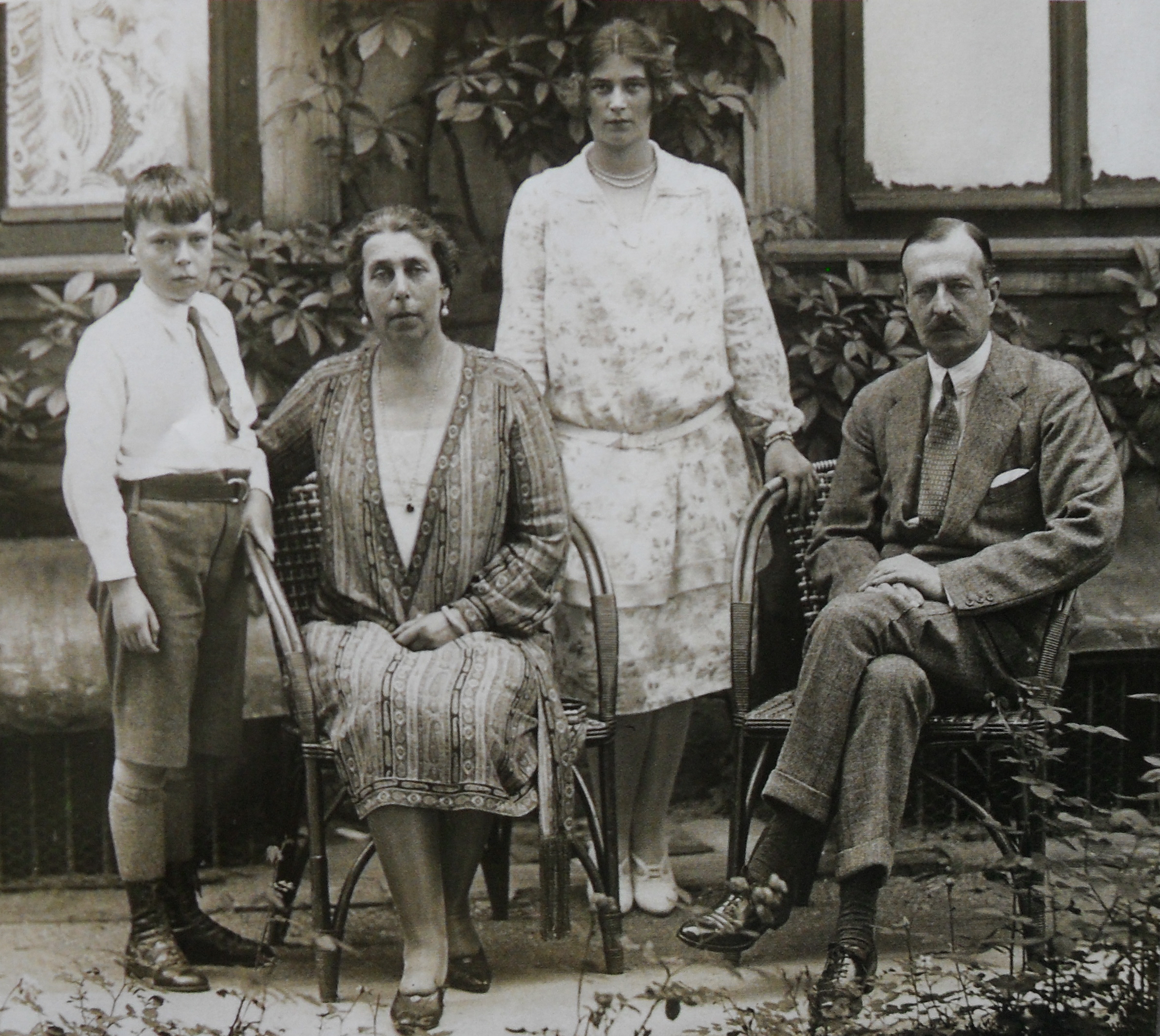
Vitória Melita com seu marido e seus dois filhos mais novos.

Em meados da mesma década, Vitória estava preocupada com as perspectivas de seus filhos. Maria, sua filha mais velha, casou-se com um príncipe relativamente menor, Frederico Carlos, príncipe herdeiro de Leiningen, em 25 de novembro de 1925 – dia do 49º aniversário de sua mãe. Vitória também esteve ao lado da filha quando ela deu à luz seu primeiro filho, Emich Cyrill, em 1926.
Nessa mesma época, a Alemanha rompeu relações com Moscou e a presença do casal de pretendentes ao trono russo em solo alemão tornou-se um embaraço. Embora o governo da Baviera rejeitasse pressões para expulsá-los, Cirilo e Vitória decidiram estabelecer-se permanentemente na França. Assim, no verão de 1926, eles se mudaram para Saint-Briac, na costa da Bretanha, local onde já haviam passado férias de verão. O distanciamento da região proporcionava a eles privacidade e segurança. O casal adquiriu uma grande casa nos arredores da cidade e deram-lhe um nome bretão, Ker Argonid, Villa Vitória. A cidade turística de Saint-Briac era o destino favorito de cidadãos britânicos aposentados que desejavam viver bem com uma renda limitada. Vitória fez amigos entre bretões, franceses e outros estrangeiros residentes na cidade que apreciavam relacionar-se com membros da realeza. Embora parecesse ser uma pessoa arrogante, os moradores logo descobriram que Vitória era mais acessível do que o marido. Seus amigos os tratavam com deferência, fazendo reverências ou chamando-os por seus títulos imperiais. Eles levavam uma vida isolada e campestre, mais agradável do que em Coburgo.
Vitória foi extremamente protetora em relação a seu filho Vladimir, sobre quem ela depositava suas esperanças para o futuro. Ela não permitiu que ele frequentasse a escola porque se preocupava com sua segurança e também porque queria que ele fosse educado como eram os grão-duques Romanov antes da revolução. Assim, ela contratou um tutor para o filho. Ela também recusou-se a permitir que ele fosse educado para ter uma profissão. Em troca de tamanha devoção, Vladimir dedicava amor e respeito à mãe. "Nós adoramos nossos pais e seu amor por nós é infinito", escreveu Vladimir após suas mortes. "Todas as dificuldades e amarguras que tivemos de suportar naqueles anos foram totalmente cobertas por nosso amor mútuo. Nos orgulhamos deles".

## Últimos anos
Em Saint-Briac, durante o verão, Cirilo dedicava-se ao golfe e, junto com Vitória, participava de piqueniques e excursões. Eles tomavam parte da vida social da comunidade, saindo para jogar bridge ou organizando apresentações teatrais. Durante o inverno, o casal apreciava fazer visitas aos arredores de Dinard e convidar os amigos para festas e jogos em sua casa. No entanto, surgiram rumores na cidade de que Cirilo viajava a Paris "para aventuras ocasionais". Vitória, que dedicou sua vida ao marido, ficou devastada quando em 1933 descobriu que Cirilo havia sido infiel a ela, de acordo com correspondência de Maria da Romênia. Ela manteve a discrição pelo bem de seus filhos, incluindo o já adolescente Vladimir, mas não foi capaz de perdoar a traição de Cyrill. Vitória sofreu um acidente vascular cerebral logo após assistir ao batismo de sua quinta neta, Mechtilde, em fevereiro de 1936. Familiares e amigos chegaram, mas nada pôde ser feito. Quando sua irmã mais próxima, Maria da Romênia, chegou à cabeceira de sua cama, perguntaram a Vitória se ela estava feliz por vê-la. A grã-duquesa disse pausadamente: "Faz toda a diferença". Contudo, ela “afastou-se do toque de Cyril”, escreveu Maria. Ela morreu no dia 1 de março de 1936. Maria da Romênia mencionou todo o sofrimento vivido pela irmã em uma carta: “Foi tudo demasiado trágico, um fim trágico de uma vida trágica. Ela carregava a tragédia com ela – tinha olhos trágicos – sempre – mesmo quando era pequena – mas adorávamo-la enormemente, havia algo poderoso nela – ela era a nossa consciência”.
Vitória foi sepultada no mausoléu da família no Palácio Rosenau, em Coburgo, onde permaneceu até ser transferida para o Mausoléu Grão-Ducal na Fortaleza de Pedro e Paulo, em São Petersburgo, em 7 de março de 1995. Seu marido tornou-se intensamente solitário após sua morte. O casamento de sua filha Kira com Luís Fernando da Prússia, em 1938, foi um ponto positivo para Cyrill, que via o consórcio como a união de duas dinastias. No entanto, o grão-duque morreu apenas dois anos depois de sua esposa.Apesar de ter sido infiel, Cirilo ainda amava e sentia saudades da mulher de quem ele tanto dependeu e passou seus últimos anos a escrever as memórias de sua vida juntos. "São poucos os que podem combinar numa única pessoa tudo o que há de melhor na alma, mente e corpo", escreveu ele. "Ela tinha tudo isso e mais. Poucos são os que têm a sorte de ter uma mulher como a parceira de suas vidas - eu fui um desses privilegiados".

## Títulos, honras e armas

Armas da Grã-duquesa Vitória até 1917.

### Títulos e estilos
- 25 de novembro de 1876 – 22 de agosto de 1893: Sua Alteza Real, a Princesa Vitória de Edimburgo
- 22 de agosto de 1893 – 9 de abril de 1894:  Sua Alteza Real, a Princesa Vitória de Saxe-Coburgo-Gota
- 9 de abril de 1894 – 21 de dezembro de 1901: Sua Alteza Real, a Grã-Duquesa de Hesse e do Reno
- 21 de dezembro de 1901 – 1908: Sua Alteza Real, a Princesa Vitória de Saxe-Coburgo-Gota
- 1907 – 2 de março de 1936: Sua Alteza Imperial, a Grã-Duquesa Vitória Feodorovna da Rússia

### Armas britânicas
Como neta pela linha masculina da monarca britânica, Vitória Melita trazia as armas reais com um escudo da Saxônia, diferenciado por um lambel de cinco pontas de argent; o par externo sustenta corações de gules, o par interno sustenta âncoras de azure e o ponto central sustenta uma cruz de gules. Em 1917, o escudo foi abandonado por autorização real. Suas armas, nessa conformação, foram duplicadas nas armas da princesa Alexandra de Kent.

## Descendência
|  | Nome     | Nascimento             | Falecimento           | Notas |
|  | -------- | ---------------------- | --------------------- | --- |
|  | Isabel   | 11 de março de 1895    | 6 de novembro de 1903 | Filha do casamento com o grão-duque Ernesto Luís de Hesse e Reno. Morreu de febre tifoide aos oito anos de idade.                       |
|  | Maria    | 2 de fevereiro de 1907 | 25 de outubro de 1951 | Filha do casamento com o grão-duque Cirilo Vladimirovich da Rússia. Casada com o príncipe Carlos de Leiningen, com descendência.        |
|  | Kira     | 9 de maio de 1909      | 8 de setembro de 1967 | Filha do casamento com o grão-duque Cirilo Vladimirovich da Rússia. Casada com o príncipe Luís Fernando da Prússia, com descendência.   |
|  | Vladimir | 30 de agosto de 1917   | 21 de abril de 1992   | Filho do casamento com o grão-duque Cirilo Vladimirovich da Rússia. Casado com a princesa Leonida Bagration-Mukhrani, com descendência. |